# 藤原苡子
藤原苡子（ふじわら の いし，1076年-1103年），日本平安時代的后妃。父為藤原實季，母為藤原睦子。入宮成為堀河天皇的女御、並產下一子宗仁親王。生產時難產，產後不久即去世，贈從二位。宗仁親王後來即位成為鳥羽天皇，苡子被追贈為皇太后。